# Adolfo Domínguez Monedero
Adolfo Jerónimo Domínguez Monedero est un historien espagnol et professeur à l'université autonome de Madrid depuis 1980.

## Biographie
Il est professeur à l'université autonome de Madrid depuis 1980. Il est titulaire d'un doctorat en histoire ancienne obtenu en 1987 de l'université Complutense de Madrid et dont il devient également un professeur en 2009. Ses recherches portent sur l'étude de la Grèce archaïque, principalement sur les colonisations grecques en Méditerranée occidentale. De même, il se consacre à l'étude des problèmes de géographie antique et à la connaissance des populations préromaines de la péninsule Ibérique.
Il participe et dirige divers groupes de recherche dans différentes universités, espagnoles et étrangères, tels que : le Groupe de Recherche HÉLADE, Grecia: sociedades, territorios y estructuras políticas en la Antigüedad pour l'université Autonome de Madrid, Groupe de recherche du Copenhagen Polis Center pour l'université de Copenhague ou le Groupe Iberia Graeca pour le musée archéologique national de Madrid.
Il est académicien correspondant de l'Académie royale d'histoire de la Province de Madrid.

## Publications principales

### Ouvrages
Parmi ses publications, on peut souligner ses articles dans des revues spécialisées et ses présentations lors de conférences (comme celles réalisées pour la Fondation Juan March), et les ouvrages suivants :
- (es) Colonización griega y mundo funerario indígena en el Mediterráneo Occidental, Madrid, 1987.
- (es) La colonización griega en Sicilia : Griegos, indígenas y púnicos en la Sicilia Arcaica: integración y aculturación, Oxford, 1989.
- (es) La polis y la expansión colonial griega (siglos VIII-VI), Madrid, Editorial Síntesis, 1991 (ISBN 978-8477381082).
- (es) Los griegos en la península ibérica, Madrid, Arco Libros, 1996 (ISBN 978-84-7635-223-6).
- (es) Historia del mundo clásico a través de sus textos, vol. 1 : Grecia, Alianza Editorial, 1999 (ISBN 978-84-206-8682-0).
- (es) avec José Pascual González, Atlas histórico del mundo griego antiguo, Madrid, Editorial Síntesis, 2006 (ISBN 978-84-9756-249-2).
- (es) avec José Pascual González, Esparta y Atenas en el siglo V a. C., Madrid, Editorial Síntesis, 2007 (ISBN 978-84-7738-672-8).
- (es) avec Joaquín Gómez Pantoja, Protohistoria y antigüedad de la península ibérica, vol. 1 : Las fuentes y la Iberia colonial, Ediciones Sílex, 2007 (ISBN 978-84-7737-181-6).

### Articles
- (es) « Reflexiones acerca de la sociedad hispana reflejada en la « Geografìa » de Estrabon », Lucentum, no 3,‎ 1984.
- (es) « La campaña de Aníbal contra los vacceos: sus objetivos y su relación con el inicio de la segunda guerra púnica », Latomus, t. XLV,‎ 1986, p. 241-258 (JSTOR 41538515).
- (es) « Libios, libiofenicios, blastofenicios: elementos púnicos y africanos en la Iberia Bárquida y sus pervivencias », Gerión, no 13,‎ 1995, p. 223-240 (ISSN 0213-0181, lire en ligne).

### Chapitre
- (es) « La Meseta. Las fuentes literarias », dans Leyenda y Archeología de las ciudades prerromanas de la Península Ibérica, Madrid, 1993, p. 107-118.
- (es) « Los otros Barca: los familiares de Aníbal », dans S. Remedios, F. Prados et J. Bermejo, Aníbal de Cartago. Historia y Mito, Madrid, 2012.